# 正阳门
正阳门，俗称前门，位于中华人民共和国北京市天安门广场南侧正中，是明清北京城内城的正南门，其城楼是明清北京城内九门现存的唯一一座城楼。该门始建于永乐十七年（1419年），初名丽正门，正统元年（1436年）加盖箭楼和瓮城，正统四年（1439年）更名正阳门。正阳门城楼和箭楼在明清两朝时多次被焚毁重建。1914年，正阳门瓮城被拆除，正阳门箭楼成为独立建筑。1988年，正阳门被列为全国重点文物保护单位。20世纪90年代，正阳门箭楼和城楼先后对公众开放。2024年7月27日，正陽門作为「北京中轴线——中国理想都城秩序的杰作」的组成部分，入選世界遗产。

## 历史
明朝永乐十七年（1419年），北京城南城墙向南拓建，在南城墙正中开一扇城门，其名延续元代大都城的正南门名字，称丽正门。正统年间，北京城墙再度加修，正统元年（1436年），丽正门增建箭楼和瓮城。这座瓮城为明清北京城最大的瓮城，东西长108米，南北长85米:9,158。瓮城的月墙上东西各加盖一个小城楼:26。正统四年（1439年），丽正门更名为正阳门:42,249。正阳门建成时四面设门，但仅皇帝才能出正阳门南门，其他人只能走东西月墙上的侧门:308。万历三十八年（1610年）时，正阳门的箭楼被焚毁:270。天启年间，正阳门瓮城内兴建了两座庙宇，正阳门东侧的一座为观音大士庙，西侧的为关帝庙:219。清朝乾隆四十五年（1779年），正阳门箭楼再次被焚毁:296，道光二十九年（1849年）第三次被焚毁:247。光绪二十六年（1900年），箭楼被义和团火烧老德记洋药房波及而受损，当年正阳门箭楼被八国联军用火炮击毁，城楼则被击损:308。当年9月，八国联军中英军的印度兵在正阳门城楼内烧火取暖，导致城楼被焚毁。自光绪二十六年（1900年）起，由于正阳门东侧紧邻美军兵营和美国大使馆，美军在正阳门城楼及城墙上设岗放哨。光绪二十九年（1903年），袁世凯和陈璧奉旨重修正阳门城楼和箭楼，但由于工部所存的城门档案全被八国联军烧毁，正阳门的城楼最终只能按照崇文门城楼的形制放大后重建，而箭楼则按照宣武门箭楼的形制放大后重建:32。
中华民国成立后，除每年10月10日国庆日外，正阳门城楼及城墙仍由美军值岗:32。前门火车站修建之后，为了缓解交通，1915年，北洋政府内政部长朱启钤为改善正阳门附近的交通状况，下令拆除了正阳门的瓮城，原东西月墙各被开出两扇门，原有城墙基址被夯筑成马路，自此正阳门箭楼与正阳门城楼分开，成为一座独立的建筑。同时朱启钤委托德国人罗克格（Curt Rothkegel）改建正阳门箭楼，在其城墙断面上增加了西洋纹饰，在箭楼齐城墙平台外加设了汉白玉栏杆和突出跳台，并给部分箭窗上加设了半弧形遮阳华盖:218:808:219,247。1919年11月1日，北洋政府正式从美军手中收回正阳门城楼:337。1928年，正阳门箭楼一度被辟为国货陈列所，20世纪30年代曾增设电影院:247。
1949年2月3日，中国人民解放军在正阳门举行了入城仪式:247。中华人民共和国成立后，1952年，正阳门城楼得以修复加固:308。1955年，都市规划委员会成立，1957年该委员会提出了《北京城市建设总体规划初步方案》，根据该规划，1958年，正阳门的观音大士庙和关帝庙被拆除:219，20世纪60年代起，出于修建环城地下铁路的需要，北京城墙被大规模拆除，而正阳门及其箭楼在这次拆除活动中得以保存下来:91。1976年，正阳门箭楼在唐山大地震中严重受损，北京市文物主管部门随即对箭楼进行全面大修:247。1988年，正阳门被列为全国重点文物保护单位。1988年8月18日，北京正阳门管理处正式成立，该管理处隶属于北京市文物事业管理局，管辖范围包括正阳门的城楼和箭楼:218。1989年，北京市正阳门管理处集资160万元人民币修饰正阳门箭楼。1990年1月21日，正阳门箭楼正式对外开放:247。1991年，正阳门城楼得以大修，并于1993年对外开放:33。2006年时，有媒体曝光正阳门箭楼以文物修缮为由拒绝散客登楼，但却允许旅行团进入。这一消息在2014年时再次被曝光，之后北京市文物局作出答复，将允许散客预约登楼。2016年，正阳门城楼再次得到维修。2024年7月27日，正陽門作为「北京中轴线——中国理想都城秩序的杰作」的组成部分，入選世界遗产。
- 正阳门城楼、箭楼及护城河远景，1935年
- 正阳门城楼，1860年
- 正阳门箭楼，1900年
- 正阳门瓮城东闸楼，1910年
- 正阳门箭楼，1920年代

## 建筑
正阳门位于北京市天安门广场南侧正中的位置，由城楼和箭楼两部分组成，二者之间为前门东大街和前门西大街的衔接处。正阳门城楼是北京内城九门中现存唯一一个城楼，位于砖砌城台上，城台上窄下宽，底部东西长95米，南北长31.45米，高14.7米，顶部齐城墙平台宽50米。其上城楼为木结构建筑，高约27米。城楼分上下两层，下层四面开门。上层前后均为菱花格扇门窗，下层为朱红砖墙。楼顶为重檐歇山顶、灰筒瓦绿琉璃剪边。:308:29,138
正阳门箭楼是北京内城九门中现存最大的箭楼，是北京内城中唯一一座开门洞的箭楼。该箭楼建筑形式为砖砌堡垒式，城台高12米，上窄下宽，门洞位于城台底部正中，为五伏五券拱券式，为龙车凤撵专用门洞。城台北侧东西两面各设28级阶梯，阶梯与城台顶部之间有衔接的平台。城台顶部边缘围有一周汉白玉栏杆。城台上的箭楼高24米，东西长62米，南北长20米，面阔七间，北面另伸出五间抱厦，东西长42米，南北长12米。箭楼共有四层，东、西、南三面共有94个箭窗，第一层和第二层每个箭窗上方均有半弧形遮阳华盖。顶部为重檐歇山顶，灰筒瓦绿琉璃剪边。:247:308:29,138-139:218